# O. V. Wright
Overton Vertis Wright (* 9. Oktober 1939 in Lenow, Tennessee, USA; † 16. November 1980 in Mobile, Alabama, USA) war ein US-amerikanischer Gospel- und R&B-Sänger. Er gilt als einer der bedeutendsten Vertreter des Southern Soul seiner Zeit.

## Biografie
Wright wurde 1939 in Lenow, Tennessee, geboren und begann schon als Jugendlicher in der Kirche zu singen. 1956, noch während seiner Highschool-Zeit, trat er als einer der Leadsänger der Gospelgruppe The Sunset Travelers bei. Später war er Frontmann der Gospelgruppe Harmony Echoes. In dieser Zeit wurde er (zusammen mit James Carr) von dem Songwriter und Manager Roosevelt Jamison entdeckt. Ihre erste Popaufnahme im Jahr 1964 war That’s How Strong My Love Is, eine Ballade, die von Otis Redding (1964) und den Rolling Stones (1965) gecovert wurde. Sie wurde bei Goldwax veröffentlicht, dem Label, bei dem Wright nach dem Ende seiner Gospelkarriere unterschrieb. Später stellte sich heraus, dass Don Robey ihn immer noch unter Vertrag hatte, da seine Gospelgruppe für Peacock Records aufgenommen hatte. Nachdem sein Vertrag auf Don Robeys Label Back Beat übertragen worden war, folgten weitere R&B-Hits. In Zusammenarbeit mit dem Produzenten Willie Mitchell war Wright weiterhin mit Songs wie Ace of Spades und A Nickel and a Nail erfolgreich.
Wrights größte Hits waren You’re Gonna Make Me Cry (R&B #6, 1965), Eight Men, Four Women (R&B #4, 1967), Ace of Spades (R&B #11, 1970) und A Nickel and a Nail (R&B #19, 1971). Insgesamt hatte er 17 Titel in den R&B-Charts.
Wright wurde Mitte der 1970er Jahre wegen Drogendelikten inhaftiert, und trotz eines neuen Plattenvertrags mit Hi Records, der zu einer Reihe neuer Albumveröffentlichungen führte, blieb nach seiner Entlassung aus der Haft der kommerzielle Erfolg aus. Wright kämpfte in den letzten Jahren seines Lebens weiterhin gegen seine Drogensucht und starb 1980 im Alter von 41 Jahren in Mobile, Alabama, an Herzversagen.

## Nachwirkung
Wright wurde häufig in der Hip-Hop-Musik gesampelt. 1996 wurde sein Song Motherless Child auf dem Ghostface Killahs Album Ironman (1996) und auf dem Soundtrack des Films Sunset Park (1996) in einem Song namens Motherless Child gesampelt. Dieser und eine weitere Aufnahme von Wright, Let’s Straighten It Out, wurden auf Shaolin Soul (2001) veröffentlicht, einer Kompilation von Tracks, die vom Wu-Tang Clan und seinen Mitgliedern gesampelt wurden. Let’s Straighten It Out wurde in einem Wu-Tang Clan-Song namens America aus dem Charity-Kompilationsalbum America Is Dying Slowly (1996) gesampelt. Ace of Spades wurde von Slim Thug und den Boss Hogg Outlawz in einem Song namens Recognize A Playa (2007) gesampelt.
Johnny Rawls, Mitglied und Bandleader der Begleitband von O. V. Wright, brachte 2013 die Tribute-CD Remembering O.V. zu Ehren Wrights heraus. Wrights Begleitband tourte nach seinem Tod 1980 weitere 13 Jahre unter der Leitung von Johnny Rawls und trat in dieser Zeit mit anderen Musikern auf, darunter B. B. King, Little Milton, Bobby Bland und Little Johnny Taylor.
O. V. Wright wurde 2024 in die Blues Hall of Fame der Blues Foundation aufgenommen.